# Ski de bosses
 (février 2014).
Si vous disposez d'ouvrages ou d'articles de référence ou si vous connaissez des sites web de qualité traitant du thème abordé ici, merci de compléter l'article en donnant les références utiles à sa vérifiabilité et en les liant à la section « Notes et références ».

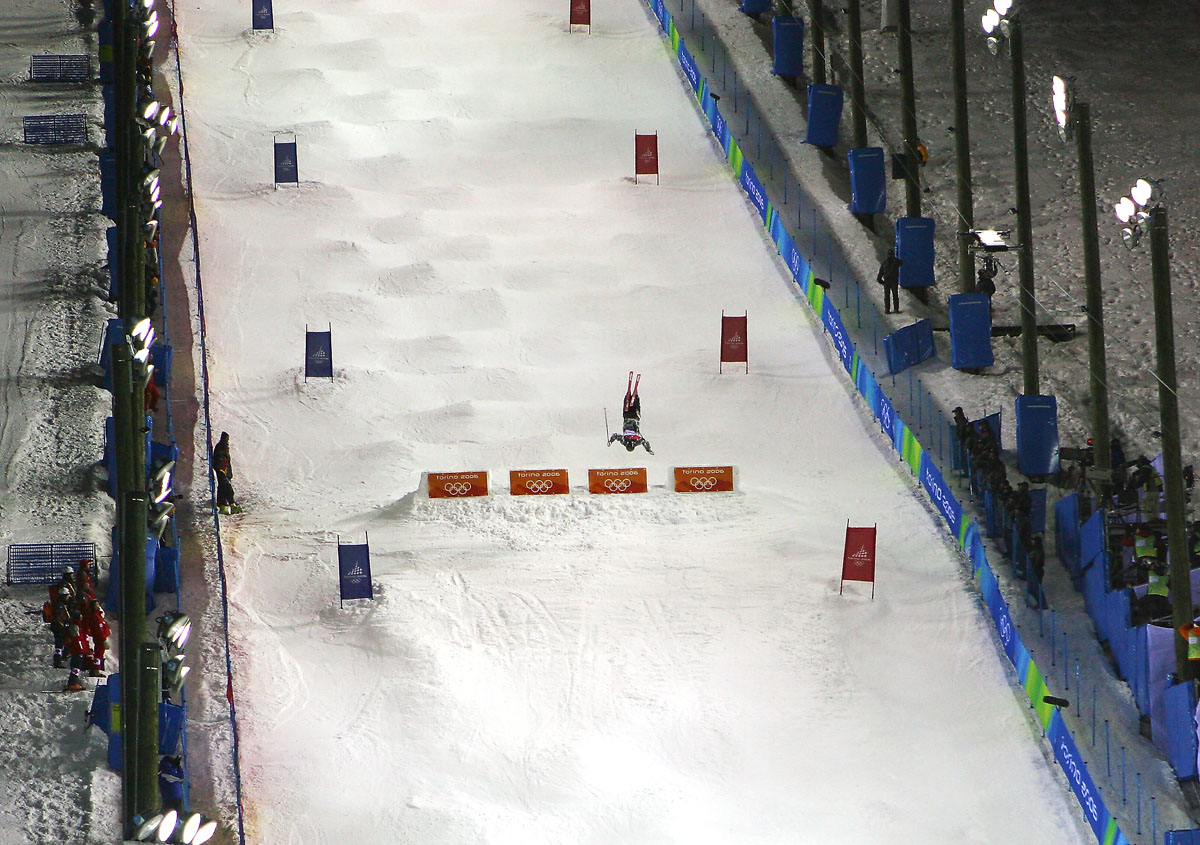
Un skieur réalisant un saut acrobatique durant l’épreuve de ski de bosses des Jeux olympiques d’hiver de 2006 à Turin.

Le ski de bosses est une discipline du ski freestyle dans laquelle le skieur effectue une descente chronométrée sur une piste parsemée de bosses et pourvue de deux tremplins.

## Présentation
Le skieur évolue sur une piste de 250 mètres environ, avec une pente comprise entre 25 et 30 degrés, où sont aménagées des bosses. Des tremplins sont disposés au milieu du parcours afin de permettre au skieur d’effectuer des sauts acrobatiques. En compétition, les skieurs doivent effectuer deux sauts sur lesquels ils doivent exécuter deux figures différentes
Le ski de bosses se pratique en individuel ou en parallèle qui consiste en un duel entre deux skieurs sur une piste de bosses.
Cette discipline reprend la caractéristique première du ski, c’est-à-dire l’adaptabilité. Chaque piste et chaque descente est unique. À la technique spécifique pour skier les bosses, il faut ajouter l’acrobatie et la rapidité. C’est en skiant de manière bien placée que le skieur peut réaliser les plus belles figures et aller le plus vite possible.

## Compétition
Des épreuves masculines et féminines de ski de bosses ont lieu lors de la Coupe du monde de ski acrobatique depuis 1980 et lors des Championnats du monde de ski acrobatique depuis 1986.
Le ski de bosses est une discipline olympique depuis les Jeux d’hiver de 1992 mais avait déjà été présenté à titre de démonstration aux Jeux d’hiver de 1988. La piste de bosses y est longue d’environ 250 m et comporte deux tremplins.

## Notation
Les compétiteurs sont notés selon plusieurs critères qui constituent la note finale :
- les sauts, qui comptent pour 20 % de la note finale ;
- la technique, qui compte pour 60 %  de la note finale ;
- la vitesse lors de la descente, qui compte pour 20 % de la note finale.

Le jury comprend sept juges, deux pour l'évaluation des sauts, cinq pour la descente de la piste. Pour obtenir la note finale, les moins bonne et meilleure notes sont éliminées, et la moyenne des trois notes restantes donne le score définitif.

## Éléments techniques
Le ski de bosses est soumis à plusieurs règles qui lui sont propres. Les règlements s'appliquent autant dans les sauts que dans la technique des skieurs. Le même saut ne peut être répété deux fois et, selon le type de rotation, les concurrents doivent présenter deux sauts de types différents, sauf s’ils effectuent deux sauts du même type, mais avec au moins 180° (une demi-rotation) de plus. Chaque athlète doit être âgé de 12 ans et plus et doit qualifier leurs sauts inversés avant de les faire en compétition au risque d'être disqualifié de la compétition. Les doubles périlleux ne sont pas tolérés dans ce sport et l'exécution de cette manœuvre engendre la disqualification immédiate de l'athlète lors d'une compétition. Pour ce qui est des règlements plus techniques, chaque athlète doit faire sa descente avec au moins 3 des équipements obligatoires sur 4 (2 bâtons et 2 skis). Si un athlète tombe ou perd un morceau d'équipement, celui-ci a un maximum de 10 secondes pour se relever et reprendre sa descente. Ajoutons que si l'athlète vient à perdre le contrôle et contourne une porte en sortant de la piste, celui-ci se verra attribuer la note "DNF" ou incomplet.Le résultat sera le même si l'athlète dépasse le 10 secondes allouées pour commencer sa descente lorsque les juges sont prêts. En cas d'obstruction de la piste durant la compétition, l'athlète peut le faire savoir à son entraineur et demander à recommencer sa descente.

## Équipement
Le port du casque est obligatoire pour les compétitions internationales.